# Eurysthea cribripennis
Eurysthea cribripennis är en skalbaggsart som beskrevs av Bates 1885. Eurysthea cribripennis ingår i släktet Eurysthea och familjen långhorningar.
Artens utbredningsområde är:
- Costa Rica.
- Panama.

Inga underarter finns listade i Catalogue of Life.